# 岡山県道375号上籾神目停車場線
岡山県道375号上籾神目停車場線（おかやまけんどう375ごう かみもみこうめていしゃじょうせん）は、岡山県久米郡久米南町を通る一般県道である。

## 概要
久米郡久米南町上籾とJR西日本津山線 神目駅を結ぶ。

### 路線データ
- 起点：久米郡久米南町上籾（岡山県道373号栃原久米南線交点）
- 終点：久米郡久米南町神目中（JR西日本津山線 神目駅前）
- 総延長：9.8 km

## 歴史
- 1960年（昭和35年）3月18日 - 岡山県告示第335号により認定される。
- 1972年（昭和47年）秋頃 - 現行の県道番号に変更される。

## 地理

### 通過する自治体
- 久米郡久米南町

### 交差する道路
| 交差する道路              | 交差する場所 | 交差する場所         |
| ------------------------- | ------------ | -------------------- |
| 岡山県道373号栃原久米南線 | 上籾         | 起点                 |
| 岡山県道456号下籾三明寺線 | 下籾         |                      |
| 国道53号                  | 上神目       | 久米南町上神目交差点 |

### 沿線
- JR西日本津山線 神目駅